# الرحبة حدق

تعديل مصدري - تعديل

الرحبة حدق هي إحدى قرى عزلة سباح بمديرية سباح التابعة لمحافظة أبين، بلغ تعداد سكانها 210 نسمة حسب تعداد اليمن لعام 2004.